# Bobitz
Bobitz es un municipio situado en el distrito de Mecklemburgo Noroccidental, en el estado federado de Mecklemburgo-Pomerania Occidental (Alemania), a una altitud de 69 metros. 
Su población a finales de 2016 era de 2473 habs. y su densidad poblacional, 38 hab/km².